# جی-یونیت رکوردز
جی-یونیت رکوردز (انگلیسی: G-Unit Records) شرکت نشر موسیقی آمریکایی است، که در سال ۲۰۰۳ توسط فیفتی سنت تأسیس شد.